# يوسف أوزتورك (لاعب كرة قدم)
يوسف أوزتورك (بالتركية: Yusuf Öztürk)‏ هو لاعب كرة قدم تركي في مركز الوسط، ولد في 8 فبراير 1979 في الدنمارك في مملكة الدنمارك. لعب مع نادي كوبنهاغن.